# Pungitius laevis
Pungitius laevis är en fiskart som först beskrevs av Cuvier 1829.  Pungitius laevis ingår i släktet Pungitius och familjen spiggfiskar. IUCN kategoriserar arten globalt som livskraftig. Inga underarter finns listade i Catalogue of Life.